# Clytra laeviuscula
Clytra laeviuscula  (лат.) — вид листоедов (Chrysomelidae) из подсемейства клитрины (Clytrinae). Встречается в западном палеарктическом регионе от Франции до Алтайских гор. Жук длиной от 7 до 11 мм.

## Питание
Жук встречался питающимся листьями лиственных деревьев следующих родов: ильм (Ulmus), дуб (Quercus), шиповник (Rosa), бук (Fagus), берёза (Betula), тополь (Populus), ива (Salix), пятилистник (Dorycnium), лещина (Corylus) и слива (Prunus).

## Вариетет
- Clytra laeviuscula var. connexa Frick.